# Teofrasto
Teofrasto (in greco antico: Θεόφραστος?, Theóphrastos; Ereso, 371 a.C. – Atene, 287 a.C.) è stato un filosofo e botanico greco antico.
Fu discepolo di Aristotele, al quale succedette come scolarca nella direzione del Liceo (il Peripato) nel 322 a.C.

## Biografia

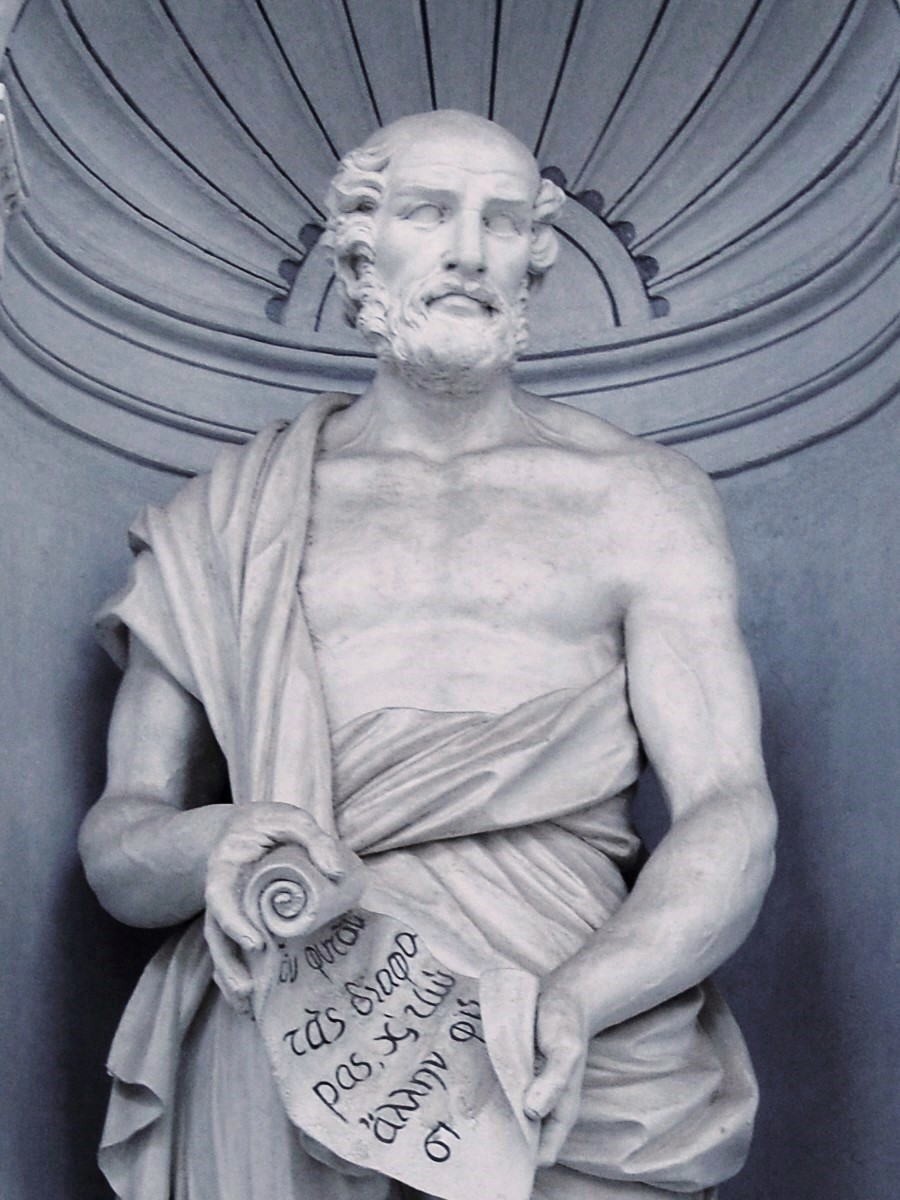
Statua moderna di Teofrasto all'Orto botanico di Palermo

Il suo nome era in realtà "Tirtamo", ma fu Aristotele stesso a chiamarlo Teofrasto per la grazia e la soavità del suo eloquio. Secondo alcune fonti, era figlio di Melanta, un tintore, e Argiope. Si dice, inoltre, che avesse un figlio di nome Cercione.
Nacque a Ereso, nell'isola di Lesbo, verso il 371 a.C. In patria fu allievo di Leucippo, un suo concittadino; in seguito di Platone e di Aristotele.
Quando Aristotele si trasferì a Calcide, divenne, durante la 114ª olimpiade, la guida della scuola; fu anche maestro del poeta comico Menandro e del filosofo Epicuro. Inoltre si pensa sia stato mentore di un filosofo chiamato Pompilo. L'affetto e la stima fra i due fu tanto grande che Aristotele, nel suo testamento, affidò a lui i suoi figli, la sua biblioteca e le sue opere originali, e lo designò come suo successore alla guida del Liceo, a scapito di altri filosofi illustri quali Eudemo di Rodi e Aristosseno.
Teofrasto fu a capo della scuola peripatetica per 35 anni, fino alla sua morte nel 287 a.C. Sotto la sua guida la scuola conobbe un grande sviluppo, tanto che arrivò a contare circa 2000 studenti. Tanta era la sua fama presso gli ateniesi che, quando venne accusato di empietà da Agnonide, mancò poco che l'accusa ricadesse su quest'ultimo: a causa di tale incriminazione, dovette comunque lasciare la città di Atene per poco tempo, nonostante l'ottima reputazione di cui godeva.
Morì all'età di ottantacinque anni, poco dopo aver terminato i suoi ultimi lavori.
Alla sua morte, gli ateniesi decretarono il lutto cittadino.

## Opere

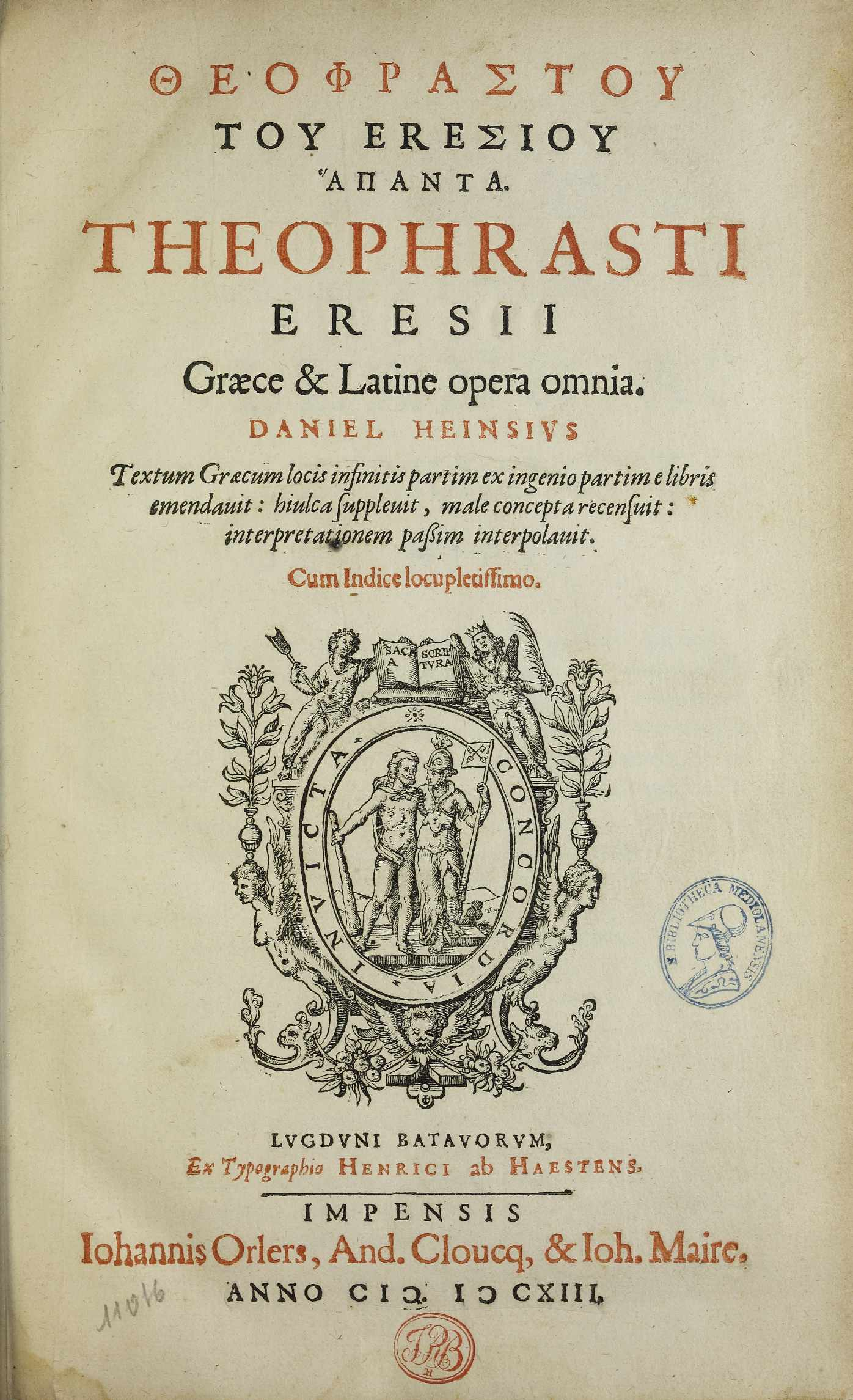
Opere, 1613

Sembra che l'attività di Teofrasto si sia estesa a tutti i campi della conoscenza contemporanea. I suoi scritti, probabilmente, trattavano in maniera leggermente differente i temi che anche Aristotele aveva trattato; di certo erano più dettagliati. I suoi scritti ammontavano a 223, secondo il catalogo trasmesso da Diogene Laerzio.

### Trattati botanici

Historia plantarum, 1549

Tra le sue opere rivestono grande importanza i due ampi trattati botanici. Nel primo, Historia plantarum (Περὶ Φυτῶν Ιστορίας), classifica le piante secondo il loro portamento, distinguendo, in ognuno di questi gruppi, specie, varietà e forme e cita anche alcune famiglie di piante (Graminacee, Leguminose, Conifere e Palme): in quest'opera sono nominate circa 455 piante e Teofrasto classifica e descrive le varietà di alberi, piante di particolari regioni, arbusti, piante erbacee e cereali; nell'ultimo dei nove libri si concentra sui succhi e sulle proprietà medicinali delle erbe, dove si nota la particolare importanza riservata al biancospino.
Nel De causis plantarum (Περὶ φυτικῶν αἰτιῶν), Teofrasto si rivolge alla fisiologia: nei libri I-II si sofferma sulla generazione, il germogliamento e la fruttificazione, oltre che sugli effetti del clima. Nei libri III-IV studia la coltivazione e l'agricoltura, mentre nei libri V-VI discute malattie e altre cause di morte delle piante, viene spiegato che la vegetazione dipende da cause esterne e si enunciano anche varie tecniche di coltivazione.

### Della pietà
Il trattato Della pietà, scritto da Teofrasto probabilmente nel 316-315 a.C., è una delle più importanti opere sulla pietà e sulla giustizia per tutti i viventi che la Grecia antica ci abbia tramandato. In quest'opera, Teofrasto si appella al concetto di "giustizia" per riferirsi al rapporto tra l'uomo e gli animali: egli condanna i sacrifici cruenti ed il consumo di carne, affermando che uccidere animali è ingiusto, perché li priva della vita. Teofrasto si fa quindi sostenitore del vegetarianismo, scrivendo ad esempio:
Sotto tale aspetto, Teofrasto si discosta nettamente dal suo maestro Aristotele, che nell'Etica affermava la radicale differenza tra uomini e animali, tanto da escludere la possibilità di una giustizia verso questi ultimi. Le tesi di Teofrasto verranno poi riprese da Porfirio nell'opera Astinenza dagli animali, e già molto prima da Stratone di Lampsaco.

### ICaratteri
Un discorso a parte meritano i suoi Caratteri. L'opera è una breve, ma incisiva e dettagliata descrizione di alcuni modelli morali, e costituisce un vivo ritratto della vita del suo tempo. Alcuni studiosi ritengono l'opera uno scritto unico; altri sostengono che si tratti di testi scritti in periodi diversi e riuniti sotto uno stesso titolo solo dopo la morte dell'autore; altri ancora pensano che facesse parte di un'opera sistematica di dimensioni maggiori, anche se lo stile non sembra avvalorare quest'ultima tesi.
Più che di ritratti si tratta di caricature delle figure morali, come lo spilorcio, il diffidente, l'adulatore e lo sfacciato, solitamente possedute da manie che suscitano l'ilarità e talvolta un senso di fastidio. L'autore descrive le caratteristiche della tipica vita ateniese della fine del IV secolo. Ogni tipo di figura morale viene focalizzata con una breve introduzione del difetto seguita da una elencazione degli atteggiamenti caratteristici. Attraverso un'osservazione empirica della vita riprende, in maniera sempre più dettagliata, gli schemi dei vizi e delle virtù già studiati da Platone e ripresi e approfonditi da Aristotele.
L'opera ebbe fortuna anche in epoche successive, fu ad esempio di riferimento per molti drammaturghi nel tratteggiare i personaggi e "tipi umani" delle loro commedie (come per Menandro, ne Il misantropo); il testo giunto sino a noi mostra evidenti segni di alterazioni, interpolazioni e rimaneggiamenti.
I Caratteri si compongono di 30 capitoli, preceduti da un proemio:
- I. La simulazione
- II. L'adulazione
- III. Il ciarlare
- IV. La zotichezza
- V. La cerimoniosità
- VI. La dissennatezza
- VII. La loquacità
- VIII. Il raccontar fandonie
- IX. La spudoratezza
- X. La spilorceria
- XI. La scurrilità
- XII. L'inopportunità
- XIII. Lo strafare
- XIV. La storditaggine
- XV. La villania
- XVI. La superstizione
- XVII. La scontentezza
- XVIII. La diffidenza
- XIX. La repellenza
- XX. La sgradevolezza
- XXI. La vanagloria
- XXII. La tirchieria
- XXIII. La millanteria
- XXIV. La superbia
- XXV. La codardia
- XXVI. Il conservatorismo
- XXVII. La goliardia tardiva
- XXVIII. La maldicenza
- XXIX. La propensione per i furfanti
- XXX. L'avarizia

### Le proposizioni proslettiche
Teofrasto ha avuto una parte importante nello sviluppo della logica classica. La sua funzione gli ordinava la propagazione dell'insegnamento del maestro. Nell'esporlo però, egli non ha mancato di apportarvi parecchie novità, come la sua teoria delle proposizioni proslettiche, un certo sviluppo della quantificazione. Nell'analisi che fa della proposizione universale egli reca un'idea interessante: la proposizione "A è predicato universalmente di B" può infatti essere espressa, in forma più esplicita, così: "ciò di cui B è predicato universalmente, di ciò A è anche predicato universalmente". In effetti in questa nuova formula vediamo che i due termini A e B, anziché essere tra loro in rapporto di predicato a soggetto, sono posti ora sullo stesso piano e trattati entrambi come attributi, predicabili di uno stesso soggetto. 
Questa analisi della proposizione, i cui due termini determinati sono parimenti considerati attributi, induce a tener conto del caso in cui il loro comune soggetto non sia quantificato nella stessa maniera nel suo rapporto con ciascuno dei propri attributi. Teofrasto ha infatti osservato che in certi casi due proposizioni contraddittorie potrebbero essere contemporaneamente vere se non prendessimo la precauzione di precisare la portata che in esse ha il predicato con una specificazione. Per esempio, se supponiamo che Fania sia dotto in geometria ma ignorante di medicina, sarà altrettanto vero dire che egli possiede e non possiede la scienza. Per evitare la contraddizione, bisogna determinare il predicato mediante quello che chiameremmo un "quantificatore", cosa che permetterà di dire contemporaneamente e veritieramente: "Fania possiede qualche scienza, Fania non possiede ogni scienza".

### Opere frammentarie
L'opera De sensu parla dei sensi e di argomenti di fisica: tuttavia, ce ne sono arrivate solo parti, sugli odori, sulla fatica, sulle vertigini, sul sudore, sullo svenimento, sulla paralisi e sul miele. Inoltre si pensa che il trattato De igne facesse anche parte dell'opera.
Dell'opera Opinioni dei fisici (Περὶ αἰσθήσεων) ci sono pervenuti solo dei frammenti, su vari argomenti: retorica, religione, spiritualità, logica. Da ciò traspare il pensiero di Teofrasto, innovativo rispetto a quello aristotelico e in parte precursore di correnti filosofiche successive. Particolare è la sua visione sulla logica: per Teofrasto quest'ultima è uno strumento della filosofia, non una parte di essa.
Egli fu il primo a fare un accenno alla piroelettricità, notando, nel 314 a.C. che la tormalina si carica elettricamente quando viene riscaldata.
Alcuni brevi frammenti di opere scientifiche sono stati raccolti nelle edizioni di J. G. Schneider (1818-21) e F. Wimmer (1842-62) e negli Analecta Theophrastea di Usener.
Tramite Aulo Gellio sappiamo che scrisse sull'Amicizia; Davanti alla stessa domanda posta a Chilone, su come si dovesse comportare l'uomo saggio di fronte ad un amico che avesse agito contro la legge, Teofrasto avrebbe risposto che si sarebbe dovuto aver riguardo all'entità della colpa attribuibile per legge all'amico, essendo moralmente accettabile supportare questo se la colpa fosse lieve.

### Testi
- Teofrasto, Dell'historia delle piante [Historia plantarum], traduzione di Michelangelo Biondo, Venezia, 1549.
- (LA) [Opere], Leiden, Henrick Lodewijcxsoon van Haestens, 1613.
- (EN) Teofrasto, Characters [Caratteri], traduzione di Richard Claverhouse Jebb, London, Macmillan, 1909.
- Teofrasto, De sensibus, traduzione di Luigi Torraca in: I Dossografi greci, Padova, CEDAM, 1961, pp. 281–313.
- Théophraste, Recherches sur les plantes, ed. Suzanne Amigues, Paris, Les Belles Lettres, 1988-2006.
- Théophraste, Les causes des phénomènes végétaux, ed. Suzanne Amigues, Paris, Les Belles Lettres, 2012-2017.
- Teofrasto, Metafisica, traduzione di Luciana Repici, Roma, Carocci, 2013.
- Il profumo nel mondo antico. Con la prima traduzione italiana del «Sugli odori» di Teofrasto, a cura di Giuseppe Squillace, Firenze, Olschki, 2010.

### Studi
- William Fortenbaugh (et al., a cura di), Theophrastus of Eresus. Sources for His Life, Writings, Thought and Influence, Leida, Brill, 1992 (due volumi).
- Giancarlo Movia, Anima e intelletto. Ricerche sulla psicologia peripatetica da Teofrasto a Cratippo, Padova, Editrice Antenore, 1968.
- Luciana Repici, La logica di Teofrasto. Studio critico e raccolta dei frammenti e delle testimonianze, Bologna, Il Mulino, 1977.
- William & Martha Kneale, Prosleptic Propositions and Arguments, in M. S. Stern, Albert Hourani, Vivian Brown (eds.), Islamic Philosophy and the Classical Tradition, London: Bruno Cassireer, 1972, pp. 189-207.